# Юбилейный (Чунский район)
Юбилейный — упразднённый посёлок в Чунском районе Иркутской области России. Входило в состав Чунской поселковой администрации. Исключён из учётных данных в 1999 году

## География
Располагался на правом берегу реки Бармо ниже впадения в неё реки Жалинда, на расстоянии примерно 34 км по прямой к северу от посёлка Чунский.

## История
Постановлением губернатора Иркутской области от 02 июня 1999 года № 376-п посёлок исключен из учётных данных.